# Ала-ад-Даула
Мухаммад ибн Рустам Душманзияр (персидский: ابوجعفر دشمنزیار), также известный по своему лакабу Ала ад-Даула Мухаммад (علاء الدوله محمد), был военачальником-дейламитом, основавшим в 1008 году недолговечную, но важную независимую династию Какуидов в Джибале.
В 1008 году Ала ад-даула Мухаммед стал правителем Исфахана, создав мощную армию. Он покровительствовал поэтам и ученым, а философ Ибн Сина (Авиценна) служил у Мухаммеда визирем.
Он также известен как Пусар-и Каку, Ибн Какуйех, Ибн Какуя и Ибн Каку, что означает дядя по материнской линии на языке дейлами и связано с персидским словом «кака». Мухаммад умер в сентябре 1041 года, создав могущественное королевство, включавшее западную Персию и Джибал. Однако эти завоевания были быстро утрачены при его преемниках.